# Тулашевич, Наталия
 Наталия Тулашевич  (пол. Natalia Tułasiewicz; 9 апреля 1906, Жешув, Цислейтания — 31 марта 1945, Равенсбрюк) — блаженная Римско-католической церкви. Входит в число 108 блаженных польских мучеников, беатифицированных римским папой Иоанном Павлом II во время его посещения Варшавы 13 июня 1999 года.

## Биография
В 1926 году Наталия Тулашевич окончила гимназию, которой руководили монахини из конгрегации «Сёстры Урсуланки Римской Унии», после чего продолжила обучение в Познанском университете по специальности «польская филология». В 1931 году закончила своё обучение и через год и в 1932 году, защитив диплом на тему «Мицкевич и музыка», получила научную степень магистра польской филологии. В 1931—1937 годах преподавала в частной школе и гимназии сестёр-урсуланок.
В 1939 году, после оккупации Польши немецкими войсками, была выселена вместе с семьей в Краков, где стала заниматься подпольной преподавательской деятельностью. С 1943 года жила в Ганновере как подпольный полномочный представитель правительства Польши в изгнании, также участвуя в конспиративной организации «Запад». Весной 1944 года деятельность подпольной группы была раскрыта и Наталия Тулашевич была арестована. В течение полугода она находилась под следствием в тюрьмах Ганновера и Кёльна, где подвергалась многочисленным пыткам. Осенью 1944 года Наталия Тулашевич была отправлена в концентрационный лагерь Равенсбрюк, где погибла 31 марта 1945 года.
После смерти Наталии Тулашевич был обнаружен её личный дневник, который впоследствии был опубликован (см. раздел «Сочинения»).

## Прославление
13 июня 1999 года Наталия Тулашевич была беатифицирована римским папой Иоанном Павлом II вместе с другими польскими мучениками Второй мировой войны.
День памяти — 12 июня.

## Сочинения
- Natalia Tułasiewicz «Byc poetka życia. Zapiski z lat 1938—1943». Wydawnictwo Wydziału Teologicznego UAM, Poznan, 2006 (пол.)

## Источник
- Sylwia Palka, Poprzez ziemię ukochała niebo, Miesięcznik Wychowawca (пол.)